# Asterothyrium gigantosporum
Asterothyrium gigantosporum är en lavart som beskrevs av Lücking. Asterothyrium gigantosporum ingår i släktet Asterothyrium och familjen Gomphillaceae.   Inga underarter finns listade i Catalogue of Life.